# Maria Sten
Maria Gustawa Sten (ur. 5 lipca 1917 w Łukowie, zm. 17 stycznia 2007 w Meksyku) – polska reportażystka, tłumaczka literatury pięknej z języka hiszpańskiego.

## Życiorys
Absolwentka psychologii na Uniwersytecie Warszawskim. Od końca lat 30. przebywała we Francji, następnie w Meksyku. Później pracowała m.in. w służbie dyplomatycznej. Publikowała teksty reportażowe na łamach tygodnika "Świat". Była profesorem na Wydziale Filozofii i Literatury Narodowego Uniwersytetu Autonomicznego Meksyku. Była badaczką kultur prehiszpańskiego Meksyku, zwłaszcza kultury Indian nahuati.
Tłumaczyła m.in. twórczość Casony, Goytisolo, Unamuna. Tłumaczyła również literaturę polską (zwłaszcza twórczość teatralną) na język hiszpański.

## Twórczość (wybór)
- Trzy barwy Meksyku (Arkady 1961)
- Dialog z Coatlicue (Iskry 1963, seria: "Naokoło świata")
- Meksykańskie ABC (wespół z Ireną Kisielewską; Iskry 1977)
- Malowane księgi dawnych narodów Meksyku (Wydawnictwo Literackie 1980, ISBN 83-08-00088-6)
- Teatr, którego nie było: szkice o teatrze náhuatl (Wydawnictwo Literackie 1982, ISBN 83-08-00902-6)

## Opracowania
- Gorzka radość, ptaszku (antologia opowiadań meksykańskich; Iskry 1965)

## Tłumaczenia (wybór)
- Alfonso Caso, Naród słońca (przekład i przypisy; Wydawnictwo Literackie 1974)
- Miguel León Portilla, Dawni Meksykanie (przypisy i słowniczek terminologii náhuatl wespół z Rubénem Romero; Wydawnictwo Literackie 1976)
- Augusto Monterroso, Mister Taylor i inni (współautorka przekładu i autorka posłowia; wespół z Andrzejem Sobolem-Jurczykowskim; Wydawnictwo Literackie 1976)
- Eraclio Zepeda, Nocny atak (Wydawnictwo Literackie 1979)
- Kronikarze kultur prekolumbijskich (przekład, wstęp i przypisy; Wydawnictwo Literackie 1988, ISBN 83-08-01516-6)